# Lista campionilor mondiali la ciclism, punctaj
Campionatul la ciclism, punctaj, are loc pe velodrom, competiția durează de exemplu 10 runde. La anumite intervale de timp, stabilite anterior se dă startul la un grup de cicliști, la fiecare câștigători de rundă se acordă puncte care vor fi cumulate.

## Medaliați

### Bărbați
| Olimpiada | Aur                  | Argint                | Bronz                 |
| --------- | -------------------- | --------------------- | --------------------- |
| 1980      | Constant Tourné      | Giovanni Mantovani    | Heinz Betz            |
| 1981      | Urs Freuler          | Danny Clark           | Giuseppe Saronni      |
| 1982      | Urs Freuler          | Gary Sutton           | Roman Hermann         |
| 1983      | Urs Freuler          | Guido Bontempi        | Gary Sutton           |
| 1984      | Urs Freuler          | Sutton Gary           | Rinklin Henry         |
| 1985      | Urs Freuler          | Ledermann Hans        | Stefano Docchio       |
| 1986      | Urs Freuler          | Michel Vaarten        | Stefano Docchio       |
| 1987      | Urs Freuler          | Tony Doyle            | Roger Ilegems         |
| 1988      | Daniel Wyder         | Adriano Baffi         | Michael Marcussen     |
| 1989      | Urs Freuler          | Gary Sutton           | Martin Penc           |
| 1990      | Laurent Biondi       | Michael Marcussen     | Danny Clark           |
| 1991      | Wjatscheslaw Jekimow | Moreau Francis        | Peter Pieters         |
| 1992      | Bruno Risi           | Jonas Romanovas       | Juan Esteban Curuchet |
| 1993      | Etienne De Wilde     | Eric Magnin           | Wassyl Jakowlew       |
| 1994      | Bruno Risi           | Jan-Bo Petersen       | Franz Stocher         |
| 1995      | Silvio Martinello    | Remigius Lupeikis     | Sergei Lawrenenko     |
| 1996      | Juan Llaneras        | Michael Sandstod      | Silvio Martinello     |
| 1997      | Silvio Martinello    | Bruno Risi            | Juan Llaneras         |
| 1998      | Juan Llaneras        | Andreas Kappes        | Silvio Martinello     |
| 1999      | Bruno Risi           | Wassyl Jakowlew       | Ho Sung Cho           |
| 2000      | Juan Llaneras        | Matthew Gilmore       | Franz Stocher         |
| 2001      | Bruno Risi           | Juan Esteban Curuchet | Franz Stocher         |
| 2002      | Chris Newton         | Franz Stocher         | Juan Esteban Curuchet |
| 2003      | Franz Stocher        | Juan Llaneras         | Jos Pronk             |
| 2004      | Franck Perque        | Milton Wynants        | Juan Esteban Curuchet |
| 2005      | Wolodymyr Rybin      | Ioannis Tamouridis    | Juan Llaneras         |
| 2006      | Peter Schep          | Rafal Ratajczyk       | Wassil Kiryjenka      |
| 2007      | Juan Llaneras        | Iljo Keisse           | Michail Ignatjew      |
| 2008      | Wassil Kiryjenka     | Christophe Riblon     | Peter Schep           |
| 2009      | Cameron Meyer        | Daniel Kreutzfeldt    | Chris Newton          |
| 2010      | Cameron Meyer        | Peter Schep           | Milan Kadlec          |

### Femei
| Olimpiada | Aur                   | Argint                | Bronz                   |
| --------- | --------------------- | --------------------- | ----------------------- |
| 1988      | Sally Hodge           | Barbara Ganz          | Monica de Bruin         |
| 1989      | Jeannie Longo         | Barbara Ganz          | Janie Eickhoff          |
| 1990      | Karen Holliday        | Swetlana Samochwalowa | Kristel Werckx          |
| 1991      | Ingrid Haringa        | Kristel Werckx        | Janie Eickhoff          |
| 1993      | Ingrid Haringa        | Swetlana Samochwalowa | Jessica Grieco          |
| 1994      | Ingrid Haringa        | Swetlana Samochwalowa | Ludmilla Goronskaja     |
| 1995      | Swetlana Samochwalowa | Nada Christofoli      | Nathalie Lancien        |
| 1996      | Swetlana Samochwalowa | Jane E. Quigley       | Gulnara Fatkulina       |
| 1997      | Natalja Karimowa      | Teodora Ruano Sanchón | Belem Guerrero-Mendez   |
| 1998      | Teodora Ruano Sanchón | Belem Guerrero-Mendez | Olga Sljussarewa        |
| 1999      | Marion Clignet        | Judith Arndt          | Sarah Ulmer             |
| 2000      | Marion Clignet        | Judith Arndt          | Olga Sljussarewa        |
| 2001      | Olga Sljussarewa      | Katherine Bates       | Belem Guerrero-Mendez   |
| 2002      | Olga Sljussarewa      | Lada Kozlikowa        | Vera Carrara            |
| 2003      | Olga Sljussarewa      | Edita Kubelskiene     | Yoanka Gonzalez Perez   |
| 2004      | Olga Sljussarewa      | Vera Carrara          | Belem Guerrero-Mendez   |
| 2005      | Vera Carrara          | Olga Sljussarewa      | Katherine Bates         |
| 2006      | Vera Carrara          | Olga Sljussarewa      | Gema Pascual Torrecilla |
| 2007      | Katherine Bates       | Mie Bekker Lacota     | Catherine Cheatley      |
| 2008      | Marianne Vos          | Trine Schmidt         | Vera Carrara            |
| 2009      | Giorgia Bronzini      | Yumari González       | Elizabeth Armitstead    |
| 2010      | Tara Whitten          | Lauren Ellis          | Tatjana Scharakowa      |